# Михайловка (Тереньгульський район)
Михайловка (рос. Михайловка) — село в Тереньгульському районі Ульяновської області Російської Федерації.
Населення становить 413 осіб. Входить до складу муніципального утворення Михайловське сільське поселення.

## Історія
Від 2004 року входить до складу муніципального утворення Михайловське сільське поселення.

## Населення
| 2010 |
| ---- |
| 413  |